# República Centroafricana en los Juegos Paralímpicos de París 2024
La República Centroafricana estuvo representada en los Juegos Paralímpicos de París 2024 por dos deportistas femeninas. El equipo paralímpico centroafricano no obtuvo ninguna medalla en estos Juegos.